# بلادون

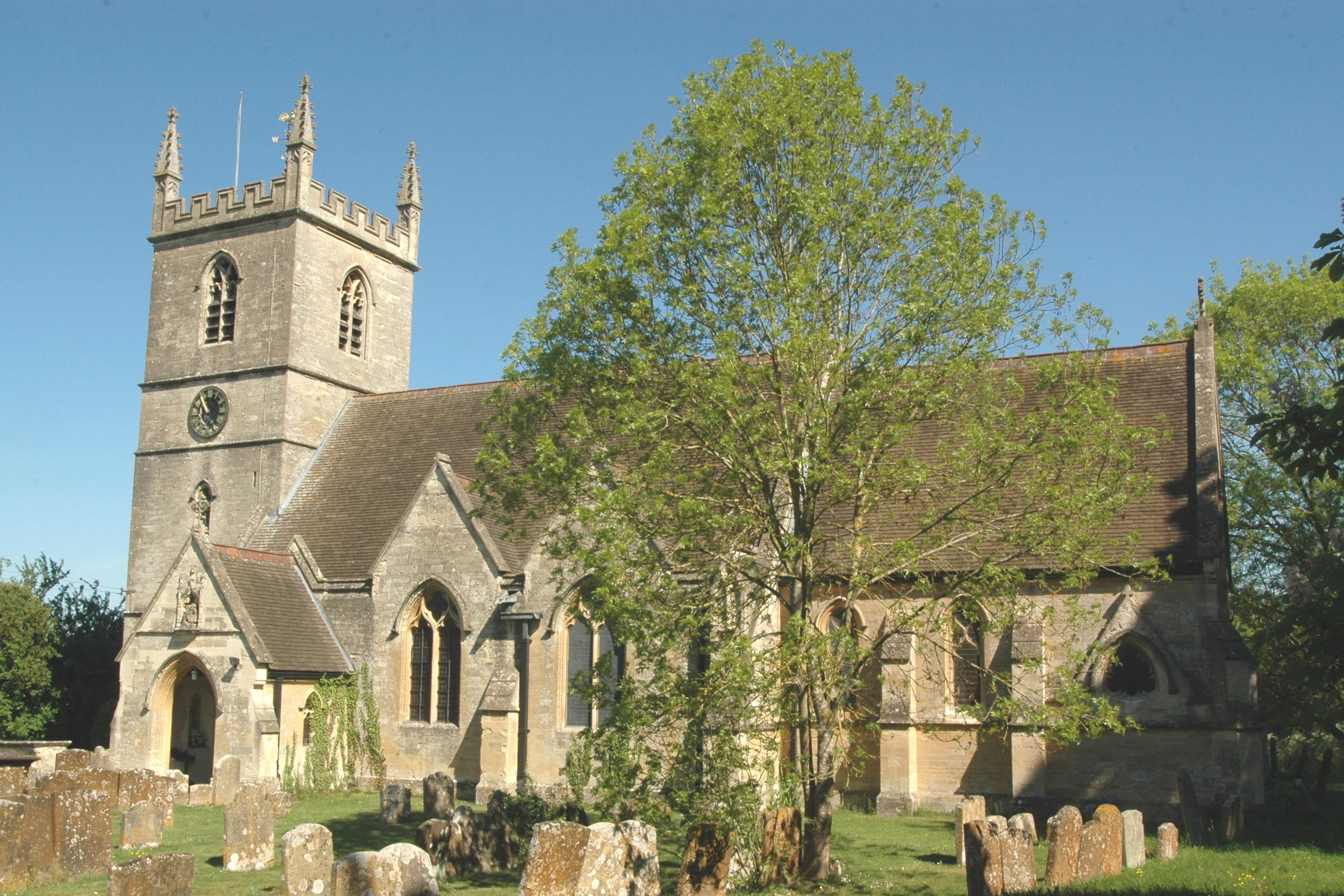
كنيسة سان مارتان في بلادون وقرب حائطها قبر تشرشل

بلادون (بالإنجليزية: Bladon)‏ هي قرية أوكسفورد في بريطانيا العظمى. بلادون تقع إلى الجنوب من قصر بلينهايم وتتكون من العديد من المنازل الغريبة. وفيها كنيسة سانت مارتن وهي إعادة الإعمار على الطراز الفيكتوري في عام 1894 على موقع كنيسة تم بناؤها بالفعل في عام 1801.
وفيها قبر ونستون تشرشل.

## التاريخ

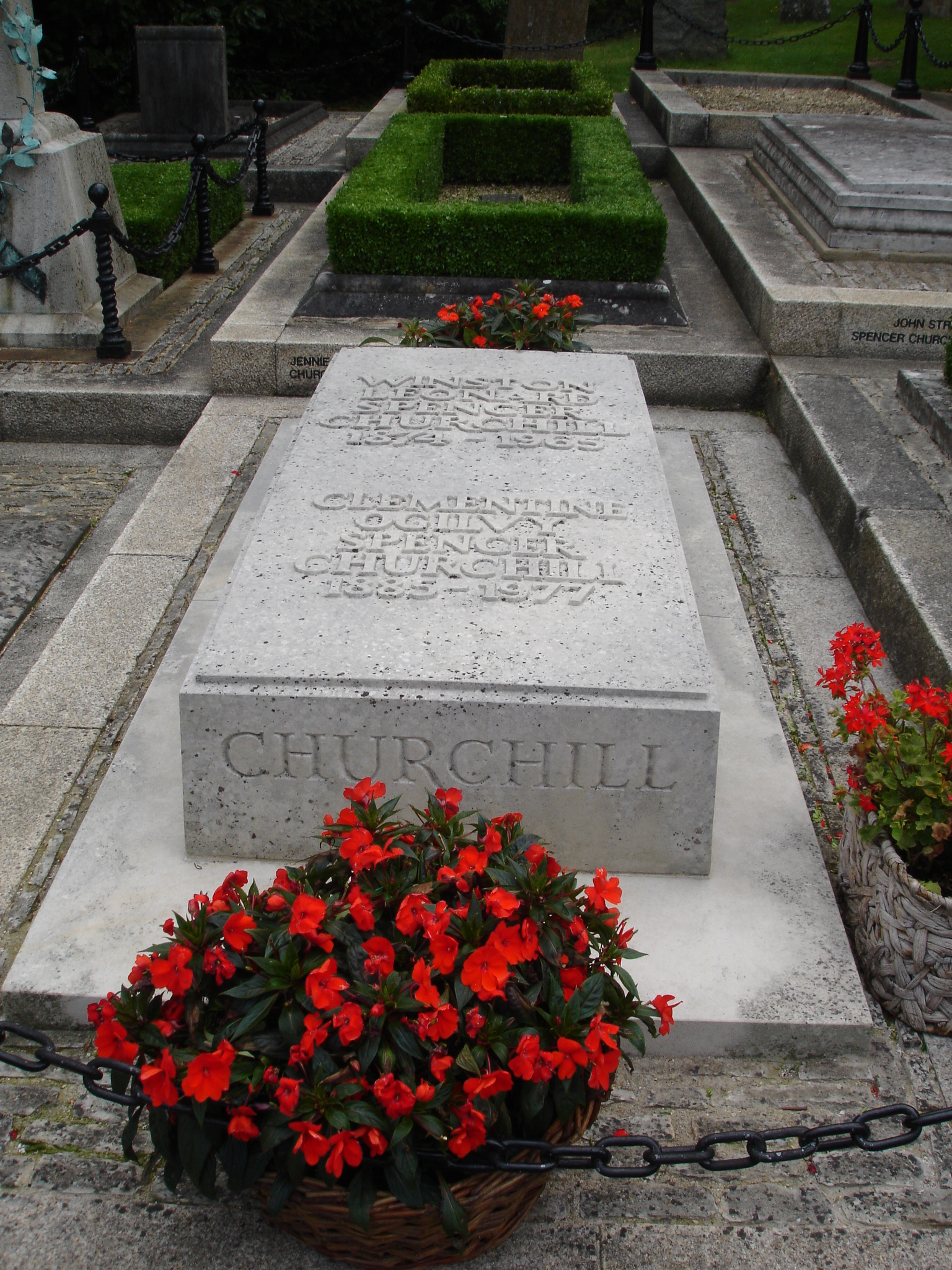
قبر تشرشل

في 24 يناير 1965 توفي ونستون تشرشل ودفن في مقبرة بلادون، بالقرب من مقابر والدته راندولف تشرشل، والده، اللورد راندولف تشرشل.